# Острова Бородино
Острова Да́йто (яп. 大東諸島 Дайто: сёто:, букв. «Большие восточные острова») — группа принадлежащих Японии островов в Филиппинском море. Состоит из расположенных в 300 километрах к юго-востоку от Окинавы островов Китадайто и Минамидайто, также известных как острова Бородино, и необитаемого острова Окидайто в 150 километрах к югу от них.
Население на 2025 год оценивается в 1778 человек. Административно острова Дайто относятся к уезду Симадзири префектуры Окинава.

## История

### Ранние наблюдения
Острова Дайто были известны на Окинаве под названием Уфуагари (окин. ウフアガリ — «восточный предел»). Предполагается, что европейцы впервые увидели их в 1543 году при попытке найти маршрут из Филиппин в Новую Испанию. 25 сентября экипаж корабля «Сан Хуан де Летран» под командованием Бернардо де ла Торре заметил в районе 26 градусов северной широты низкий, непригодный для стоянки маленький остров, названный ими Mal abrigo (с порт. — «плохая гавань») или Abreojos (с исп. — «риф»). В 26 морских лигах (около 145 км) от него они обнаружили ещё два острова, получивших название Duas yrmãas (с порт. — «две сестры»). На европейских картах XVI—XVIII веков под этими названиями обозначались острова Дайто. Они наблюдались множеством мореплавателей, некоторые из которых присваивали островам новые имена: в 1788 году капитан Джон Мирз посчитал их ранее не изведанными и назвал их Grampus Isles.
В начале XIX века за островами закрепились новые названия. В 1815 году экипаж последнего манильского галеона присвоил южному острову название «Раса» (исп. Isla Rasa — «плоский остров»). В 1820 году капитан Захар Понафидин назвал пару северных островов в честь своего судна «Бородино».

### Вхождение в состав Японии
В 1879 году Япония аннексировала Рюкю. В 1885 году по распоряжению министра внутренних дел Аритомо Ямагаты была предпринята первая экспедиция для исследования близлежащих островов. Японский экипаж высадился на Минамидайто и установил здесь знак о принадлежности островов к префектуре Окинава. В августа 1892 года экипаж судна «Каймон» посетил острова Дайто и обследовал их. В отчёте экспедиции сообщалось о наличии на острове Раса большой колонии альбатросов, на Минамидайто также были отмечены фазаны, белоглазки и камышовки.
До конца века окружённые известняковыми скалами острова Дайто оставались необитаемыми. Несколько арендаторов потерпели неудачу в попытках их освоить. В 1899 году предприниматель Ханъэмон Тамаоки получил острова Минамидайто и Китадайто в аренду на 30 лет. В предыдущее десятилетие он разбогател благодаря добыче перьев альбатросов на острове Торисима, значительно сократив местную популяцию птиц. 23 января 1900 года на Минамидайто высадилась первая группа из 23 поселенцев, выходцев с острова Хатидзё. Популяция альбатросов на Минамидайто оказалось небольшой. Остров стали расчищать от пальм, освобождая землю для выращивания культурных растений, главным образом сахарного тростника. Китадайто оставался заброшенным, и Тамаоки опасался, что это может привести к расторжению договора аренды. В качестве формальности в 1903 году он отправил туда рабочих, которые расчистили участок леса и высадили там сахарный тростник, но остров так и остался необитаемым.
В сентябре 1900 года министр внутренних дел Цугумити Сайго предложил включить остров Раса в состав префектуры Окинава под названием «Окидайто». В 1901 году Синроку Мидзутани получил остров в аренду для добычи там перьев. Ему не удалось освоить Окидайто, и в 1903 году договор с ним был расторгнут.

### Добыча фосфатов
В 1906 году Тамаоки получил Окидайто в аренду на 15 лет и отправил туда исследовательскую экспедицию. В её состав входил племянник Мидзутани, который собрал на острове образцы для изучения на наличие фосфатов. Они были переданы геологу Норитаке Цунэто, который был партнёром Мидзутани. Цунэто занимался поиском фосфатных месторождений: они отсутствовали на островах Японского архипелага, и объём импорта фосфатной руды к концу XIX века достиг 5 миллионов иен. Анализ образцов показал наличие на Окидайто высококачественной фосфатной породы.
В августе 1907 года отправленная Цунэто экспедиция добыла на Окидайто несколько тонн руды. К 1911 году он получил права на добычу полезных ископаемых на острове. 28 февраля Цунэто учредил компанию по добыче фосфатной руды острова Раса (ラサ島燐鉱合資会社). В апреле его экспедиция выжгла часть девственного леса в северной части Окидайто и обнаружила обнажение фосфатной породы. Цунэто распорядился немедленно начать добычу руды. На острове были возведены постройки, временный причал и железная дорога. Рабочие страдали от желудочно-кишечных заболеваний и бери-бери, что привело к трем смертельным случаям.
Начавшаяся в 1914 году Первая мировая война осложнила импорт удобрений в Японию, и внутреннее производство суперфосфата резко возросло. Окидайто был единственным в стране источником фосфорита, и в 1918 году здесь было добыто свыше 182 тысяч тонн руды.
В 1910 году Тамаоки также попытался начать добычу фосфатов на Китадайто, но не преуспел в этом. После этого на острове стал возделываться сахарный тростник. Добыча фосфатов была возобновлена компанией «Тоё Сэто» (яп. 東洋製糖), дочерней структурой дзайбацу «Судзуки», которая выкупила бизнес Тамаоки в 1916 году.

### Межвоенный период
В 1920-е годы начался кризис в экономике Японии. На фоне перепроизводства суперфосфата, которому также поспособствовали поступления больших объёмов руды с захваченного Японией острова Ангаур, его рыночная цена упала в 7 раз. В 1922 году добыча руды на Окидайто сократилась примерно до 10 тысяч тонн. Финансовый кризис 1927 года привёл к банкротству дзайбацу «Судзуки». Острова Минамидайто и Китадайто перешли в собственность сахарного монополиста «Дайнихон Сэто» (大日本製糖).
В 1929—1933 годы добыча фосфатов на Окидайто была полностью остановлена, и остров оставался необитаемым. Создание марионеточного государства Маньчжоу-Го подстегнуло спрос на дешёвые удобрения. Возобновление добычи на Окидайто осложнялось низким качеством руды и нехваткой рабочей силы. С началом войны месторождению было присвоено стратегическое значение, и Министерство сельского и лесного хозяйства распорядилось увеличить добычу фосфатов на острове.
На островах Дайто не было местной администрации, и вся власть находилась в руках корпораций. Зарплаты работникам выплачивались купонами, отоварить которые можно было в принадлежащих работодателю магазинах. Руководящие должности, как правило, занимали выходцы с острова Хатидзё, рабочая сила набиралась преимущественно с Окинавы.

### Военное присутствие
Императорский флот Японии придавал островам Дайто стратегическое значение. В 1934 году на Минамидайто был построен аэродром для патрульных самолётов военно-морского округа Сасебо. С принятием указа о национальной трудовой мобилизации в 1939 году на аэродроме стал использоваться принудительный труд. В 1940 году на Окидайто и Минамидайто были построены метеорологические станции. В апреле 1942 года на Окидайто была возведена наблюдательная вышка Императорского флота.
22 марта 1944 года, на фоне прорыва внешнего периметра обороны в юго-западной части Тихого океана, Императорская ставка сформировала для обороны префектуры Окинава 32-ю армию. В апреле подводные лодки союзников стали активно действовать в районе островов Дайто и топить грузовые корабли в проливе между Минамидайто и Китадайто. В конце месяца отряд 32-й армии был отправлен на Минамидайто для помощи флоту в укреплении обороны острова. На Окидайто также была размещена пехотная рота новобранцев с приказанием защищать остров до последней капли крови; судна, на которых прибыл гарнизон, эвакуировали около половины местных жителей. К осени на Китадайто и Минамидайто располагалось около 4 тысяч бойцов 32-й армии. Военные реквизировали дома местных жителей, которые были вынуждены переселиться в пещеры. Жители Окидайто страдали от нехватки продовольствия. Командир гарнизона запрашивал эвакуацию гражданского населения, но начальство настаивало на продолжении добычи. 22 января 1945 года с Окидайто были эвакуированы последние мирные жители.
В марте острова Дайто стали подвергаться атакам американской военно-морской авиации. На Минамидайто было уничтожено большинство сельскохозяйственных построек, что вызвало нехватку продовольствия. 28 марта к югу от Минамидайто была замечена вражеская флотилия, насчитывавшая более 30 кораблей, и гарнизоны островов приготовились к вторжению. Суда миновали острова Дайто, а 1 апреля японцы узнали о начале битвы на Окинаву. Около 4 тысяч военных и 1,4 тысяч местных жителей остались отрезаны от снабжения, и их главной задачей стало обеспечение продовольствия. Солдаты стали выращивать батат и глушить рыбу неразорвавшимися американскими снарядами — полученный таким образом улов они называли «пайком Трумэна».

### Американская оккупация
В октябре американские войска прибыли на острова Дайто для принятия капитуляции гарнизона. К концу года все представители японской армии и флота покинули архипелаг. С 1951 года на островах Дайто возобновляется производство сахарного тростника.
По условиям Сан-Францисского мирного договора в 1952—1972 годы острова находились под управлением Американской гражданской администрации островов Рюкю. Оккупационные власти предприняли попытку продолжить добычу фосфатов на Окидайто, после чего стали использовать остров в качестве полигона. В 1964 году гражданская администрация утвердила право работников плантаций островов Дайто на обладание их земельными участками.